# フランセス・タルボット (ティアコネル伯爵夫人)

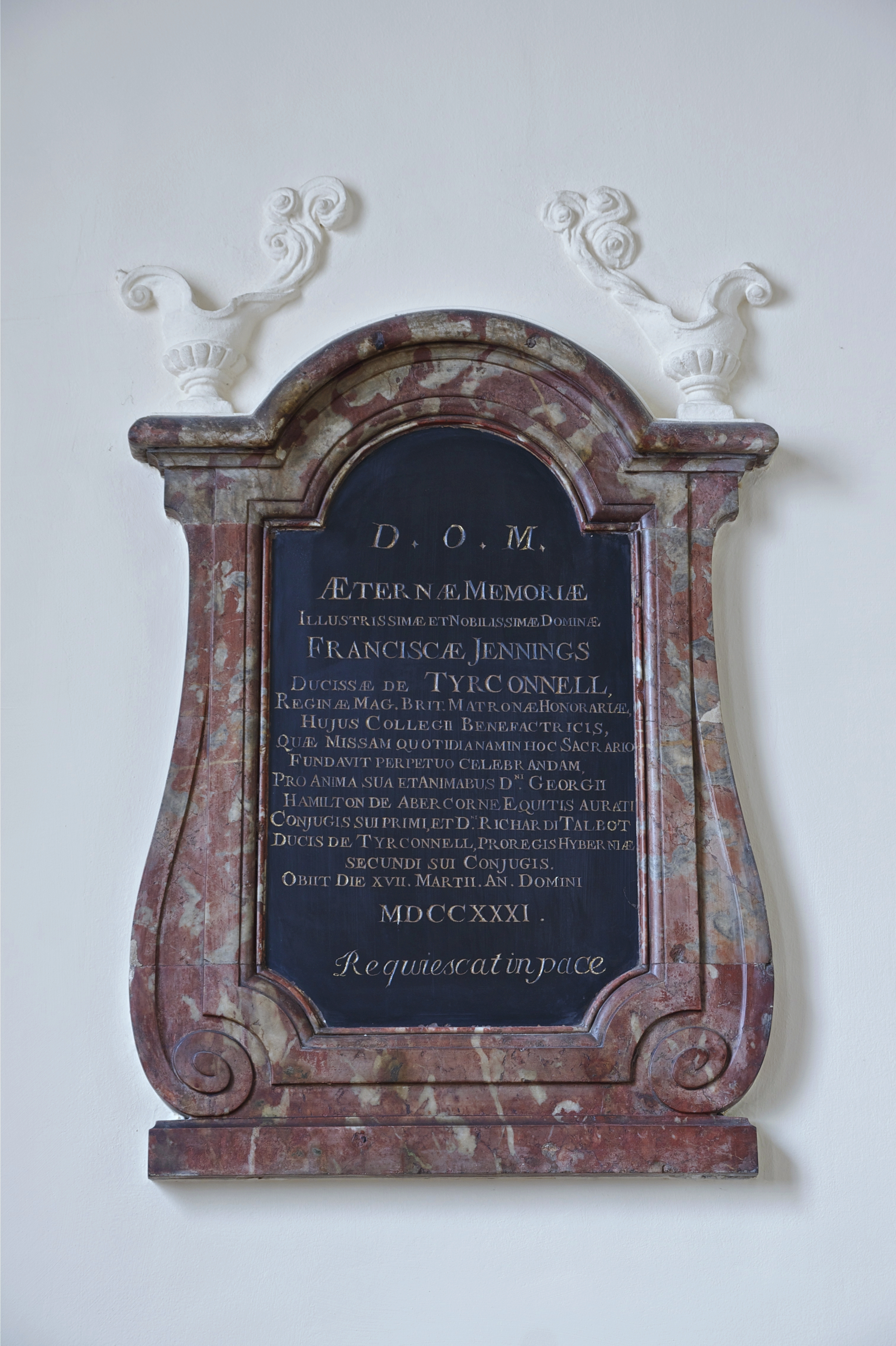
パリ大学旧スコットランド学寮内の礼拝堂に残る、ティアコネル公爵夫人の記念額

フランセス・タルボット（Frances Talbot, Countess of Tyrconnel, 1647年頃 - 1730年3月9日）は、イギリスの貴族女性。ティアコネル伯爵夫人（後に公爵夫人）。独身時代の名前はフランセス・ジェニングス（Frances Jennings[Jenyns]）といい、イングランドの王政復古時代にロンドン宮廷の花形であった。美貌で知られ、「ラ・ベル・ジェニングス（La Belle Jennings、麗しのジェニングス嬢）」の異名を付けられた。妹のサラ・ジェニングスは初代マールバラ公ジョン・チャーチルの夫人である。

## 生涯
セント・オールバンズ選挙区選出の下院議員を務めた政治家リチャード・ジェニングスと、その妻のフランセス・ソーンハースト（Frances Thornhurst）の間の娘として生まれた。1664年にイングランド王チャールズ2世の弟であるヨーク公ジェームズ（後のジェームズ2世）の妻アン・ハイドの女官に取り立てられた。マコーリー卿はフランセスを「美人のファニー・ジェニングスは、王政復古期の陽気なホワイトホール宮殿において最も引く手あまたの浮気女だった」と評している。サミュエル・ピープスは、フランセスがオレンジ売りの娘に扮したが、高級な靴を履いていたせいで正体がばれてしまったという事件を日記に記している。
1665年、フランセスは准男爵ジョージ・ハミルトン（Sir George Hamilton, 1st Baronet, of Donalong）の息子の1人サー・ジョージ・ハミルトン（1621年以前 - 1676年）と結婚した。夫はフランス軍に所属するアイルランド人連隊を率いる将軍であり、テュレンヌやリュクサンブール公に仕えていた。夫妻の間にはエリザベス（1667年 - 1724年、初代ロス子爵夫人）、フランセス（第8代ディロン子爵夫人）、メアリー（第3代バーンウォール子爵夫人）の3人の娘が生まれたが、夫のハミルトンは1676年に戦死した。
1681年、フランセスは昔の求婚者の1人で、自分が袖にしたリチャード・タルボットと再婚した。タルボットは1685年にアイルランド貴族のティアコネル伯爵に叙せられ、その後にティアコネル公爵に昇叙された。もっとも、公爵位はジェームズ2世が名誉革命で王位を追われた後にタルボットに与えたものであるため、ジャコバイトの勢力内でのみ通用したに過ぎない。にもかかわらず、フランセスは一般にティアコネル公爵夫人として認知されている。なお、公爵夫妻に子供は無かった。
1687年にタルボットがアイルランド知事に任命されると、夫妻はダブリンに転居した。ウィリアマイト戦争で夫とジェームズ2世がジャコバイトを率いてイングランド軍と交戦、1690年のボイン川の戦いで夫が敗走した際、ジェームズ2世もタルボット夫妻の邸宅に難を逃れた。ジェームズ2世がフランセスに向かって「奥方、この国の者たちは逃げ足が早いのだな」と話しかけると、フランセスは「あの者どもも陛下ほど早くはございますまい、私にはこの競走の優勝者は陛下と見えますが」と言い返した。
1691年に夫と死別した後、フランセスは困窮し、ロンドン王立証券取引所（Royal Exchange, London）の付近で衣料品の露店を営んだこともあったという。公爵夫人は白い仮面で顔をすっぽり隠して商売をしたため、「白い婦人服売り（the white milliner）」と呼ばれた。
1704年にアン女王が即位すると、フランセスは妹のマールバラ公爵夫人サラの新女王に対する影響力を利用して、亡き夫タルボットの没収された財産の一部を取り戻すことに成功した。フランセスはその後まもなく公的な場から離れ、ダブリンのクララ修道会に入って余生を送った。遺骸は聖パトリック大聖堂に葬られた。